# A magyar hangrendszer bővüléseinek listája
E táblázat a magyar nyelv azon hangjait sorolja fel, melyek az ősmagyar nyelvben még nem léteztek, és az idők folyamán jelentek meg a nyelvben.
| Mai betűjele | Mikor jelent meg a köznyelvben | Miből lett | Megjegyzés |
| ------------ | ------------------------------ | ---------- | ---------- |
| a            | ómagyar kor elején             |            |            |
| c            | ómagyar kor elején             |            |            |
| dzs          | középmagyar kor elején         |            |            |
| gy           | ómagyar korban                 |            |            |
| h            | ómagyar kor elején             |            |            |
| ó            | ómagyar korban                 |            |            |
| ö            | ómagyar korban                 |            |            |
| ő            | ómagyar korban                 |            |            |
| ty           | ómagyar korban                 |            |            |
| ú            | ómagyar korban                 |            |            |
| ű            | ómagyar korban                 |            |            |
| v            | ómagyar korban                 |            |            |
| zs           | ómagyar korban                 |            |            |

Megjegyzések
- Mint látható, a dzs a legújabb hangunk, mely a középmagyar kor elején, a 16. században jelent meg.
- A dz az ómagyar kor végén jelent meg, de erről fonológiailag kimutatható,[1] hogy nem önálló hang, hanem d + z hangkapcsolat (még ha a betűje egyetlen graféma is a hatályos magyar helyesírás szerint).
- A fel nem sorolt hangok az ősmagyar nyelvben is jelen voltak.